# Thesium patersonae
Thesium patersonae är en sandelträdsväxtart som beskrevs av Arthur William Hill. Thesium patersonae ingår i släktet spindelörter, och familjen sandelträdsväxter. Inga underarter finns listade i Catalogue of Life.